# Евальд Міксон
Евальд Міксон (ест. Evald Mikson), також відомий як Евальд Гінрікссон (ісл. Eðvald Hinriksson, нар. 12 липня 1911, Юр'їв, Ліфляндська губернія, Російська імперія — пом. 27 грудня 1993, Рейк'явік, Ісландія) — естонський та ісландський футболіст, який грав на позиції воротаря; гравець національної збірної Естонії у 1934—1938 роках. Під час Другої світової війни служив в німецьких окупаційних органах безпеки, що стало причиною звинувачень Міксона у воєнних злочинах.

## Спортивна кар'єра
Почав займатися футболом у дитинстві у спортивній школі, згодом став гравцем місцевої команди, яка стала чемпіоном Тарту. 1935 року переїздить до Таллінна та стає гравцем футбольного клубу «Естонія», котрий ставав чемпіоном країни у 1934—1939 роках. Викликався до національної збірної Естонії, проте був лише запасним воротарем, провівши за збірну 7 матчів. Через початок Другої світової війни вимушений був завершити кар'єру футболіста.
Крім футболу, Міксон успішно грав у хокей, ставши чемпіоном Естонії 1934 року у складі команди «Калев» Таллінн.

## Служба
Паралельно із заняттями спортом Евальд Міксон був співробітником Політичної поліції, куди вступив на службу у 1936 році. Протягом деякого часу він був охоронцем президента Естонії Костянтина Пятса.
У червні 1940 року був відсторонений від служби, а після державного заколоту 21 червня був арештований у штаб-квартирі Політичної поліції представниками прорадянського уряду. Проте, вже наступного дня Міксон зміг втекти з Центральної в'язниці Таллінна, скориставшись тим, що охоронець не зачинив двері його камери. Після втечі Міксон опиняється на півдні країни, де приєднується до підрозділу Лісових братів, у якому вже служив його брат. Разом зі своїм підрозділом брав участь в збройних акціях проти Червоної армії, зокрема, у захопленні влади у волості Аг'я.
Після окупації країни німецькими військами вступає до лав Поліції безпеки та стає заступником начальника по повіту Гар'юмаа. Як працівник Поліції безпеки брав участь, зокрема, у допиті голови Комуністичної партії Естонії Карла Сяре. Бере участь у переслідуваннях та вбивствах євреїв. У листопаді 1941 року був заарештований та утримувався у Центральній в'язниці Таллінна до осені 1943 року; офіційною причиною арешту була ніби-то підтасування рапортів, проте існує думка, що Міксона ув'язнили за грабунок майна вбитих євреїв. 1944 року тікає до Стокгольма.
У Швеції Міксон займався сільським господарством, однак, після війни Радянський союз домагався екстрадиції Міксона. Стокгольмський суд вирішив задовольнити вимогу радянської влади, проте напередодні екстрадиції він потрапив з отруєнням до лікарні, наївшись солі. Того ж року Міксон отримав дозвіл на еміграцію до Венесуели, проте корабель, на якому він плив, вимушений був зайти до порту Гапнарфйордура, а сам Міксон вирішив оселитися в Ісландії.

## Життя в еміграції
Після еміграції Міксон міняє ім'я на ісландський манер та стає Едвальдом Гінрікссоном. В Ісландії працює футбольним та баскетбольним тренером, стає дрібним підприємцем, відкривши масажний салон та сауну. В Ісландії Міксон одружується, у нього народжується двоє синів: Йоганнес (народився 1950 року) та Атлі (народився 1957 року), — обидва стали професійними футболістами.
1947 року Міксон подає документи на візу до США, але йому було відмовлено: причиною стало розслідування ФБР, яке провело детальне дослідження його біографії.
На початку 1990-х Ізраїль вимагав від уряду Ісландії видати Міксона як військового злочинця для суду над ним. Однак, дипломатичні суперечки двох країн призвели до затягування справи та не дозволили притягнути його до відповідальності, оскільки 27 грудня 1993 року Міксон помер у Рейк'явіку.

## Звинувачення у воєнних злочинах
Уперше Евальда Міксона звинувачено у воєнних злочинах на початку 1960-х років, проте Верховний суд Естонської РСР не зміг винести обвинувальний вирок щодо нього.
Також з початку 1960-х років розслідуванням діяльності Міксона у роки Другої світової війни займався Центр Симона Візенталя, який у 1961 році зібрав свідчення 43 осіб про військові злочини Міксона. Великий внесок у справу розслідування діяльності Міксона зробив голова Центру Ефраїм Зурофф, який у 1992 році надав документи, віднайдені в архівах КДБ, що свідчили про те, що Міксон перебував на службі при концтаборі у Тарту, зокрема виконував функції слідчого та організовував знищення в'язнів.